# Schwarzwale
Die Schwarzwale (Berardius) sind eine Gattung der Schnabelwale (Ziphiidae). Während ihr deutscher Name nicht aussagekräftig ist (schwarz gefärbt sind auch viele andere Wale), ist der englische Name „Giant Bottle-nosed Whales“ sehr viel treffender. Sie sind die größten aller Schnabelwale, mit Längen zwischen sieben und elf, ausnahmsweise sogar 13 m. Man unterscheidet drei Arten, die einander sehr ähnlich sind, den Baird-Wal (Berardius bairdii), den Südlichen Schwarzwal (B. arnuxii) und Berardius minimus, der erst 2019 erstmals beschrieben wurde.
Die Farbe variiert zwischen dunkelgrau, schwarzbraun und schwarz. Ein Schwarzwal trägt genau vier Zähne im Unterkiefer, während der Oberkiefer unbezahnt ist. Zwei dieser Zähne ragen selbst aus dem geschlossenen Maul heraus. Wie alle Schnabelwale tauchen auch die Schwarzwale extrem tief (2400 m sind belegt) und fressen hauptsächlich Tintenfische, aber auch Krebstiere und Fische.

## Belege
1. ↑  Tadasu K. Yamada, Shino Kitamura, Syuiti Abe, Yuko Tajima, Ayaka Matsuda, James G. Mead and Takashi F. Matsuishi. 2019. Description of A New Species of Beaked Whale (Berardius) found in the North Pacific. Scientific Reports. 9: 12723. online